# Maresme

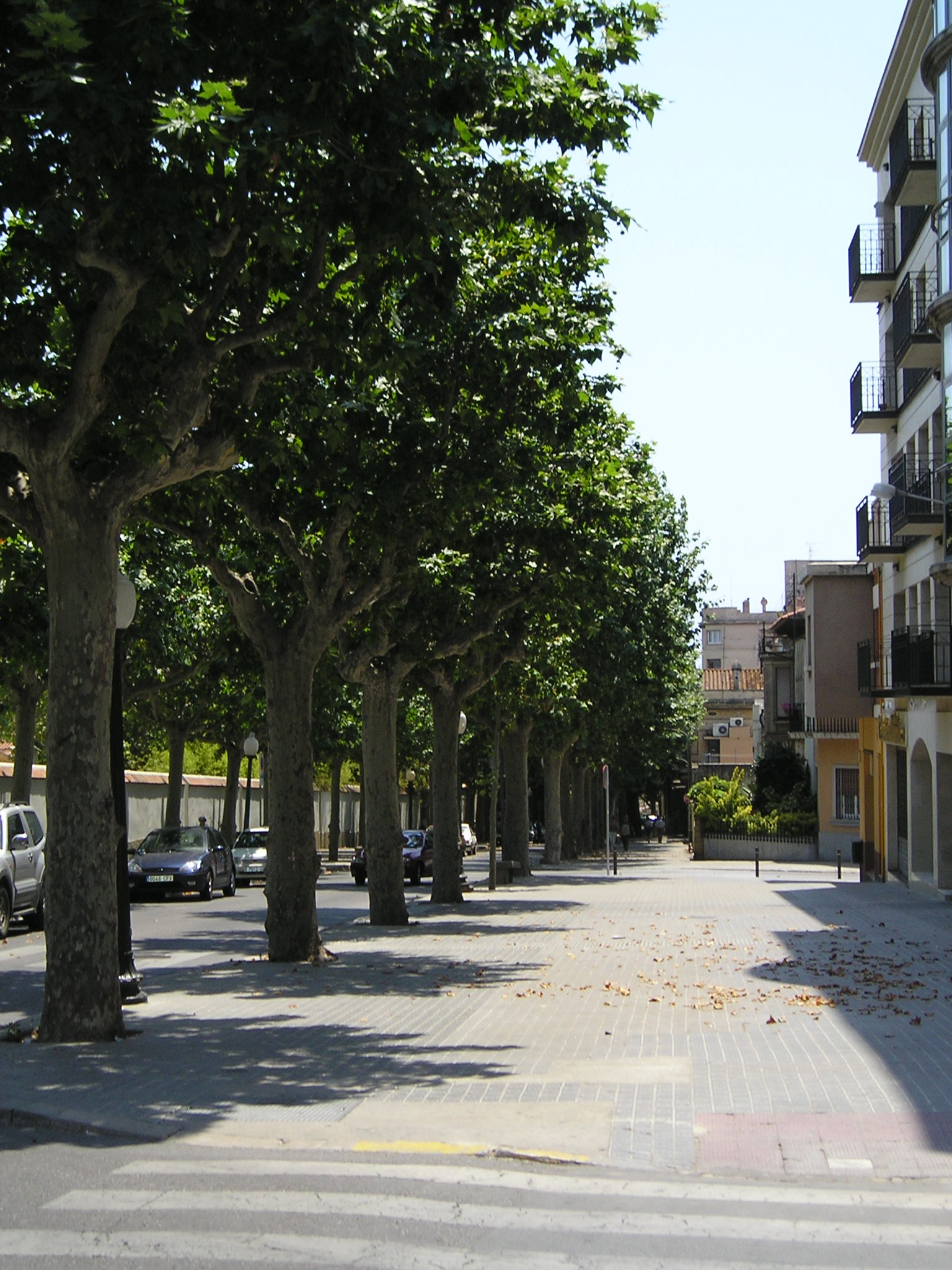
Mataró

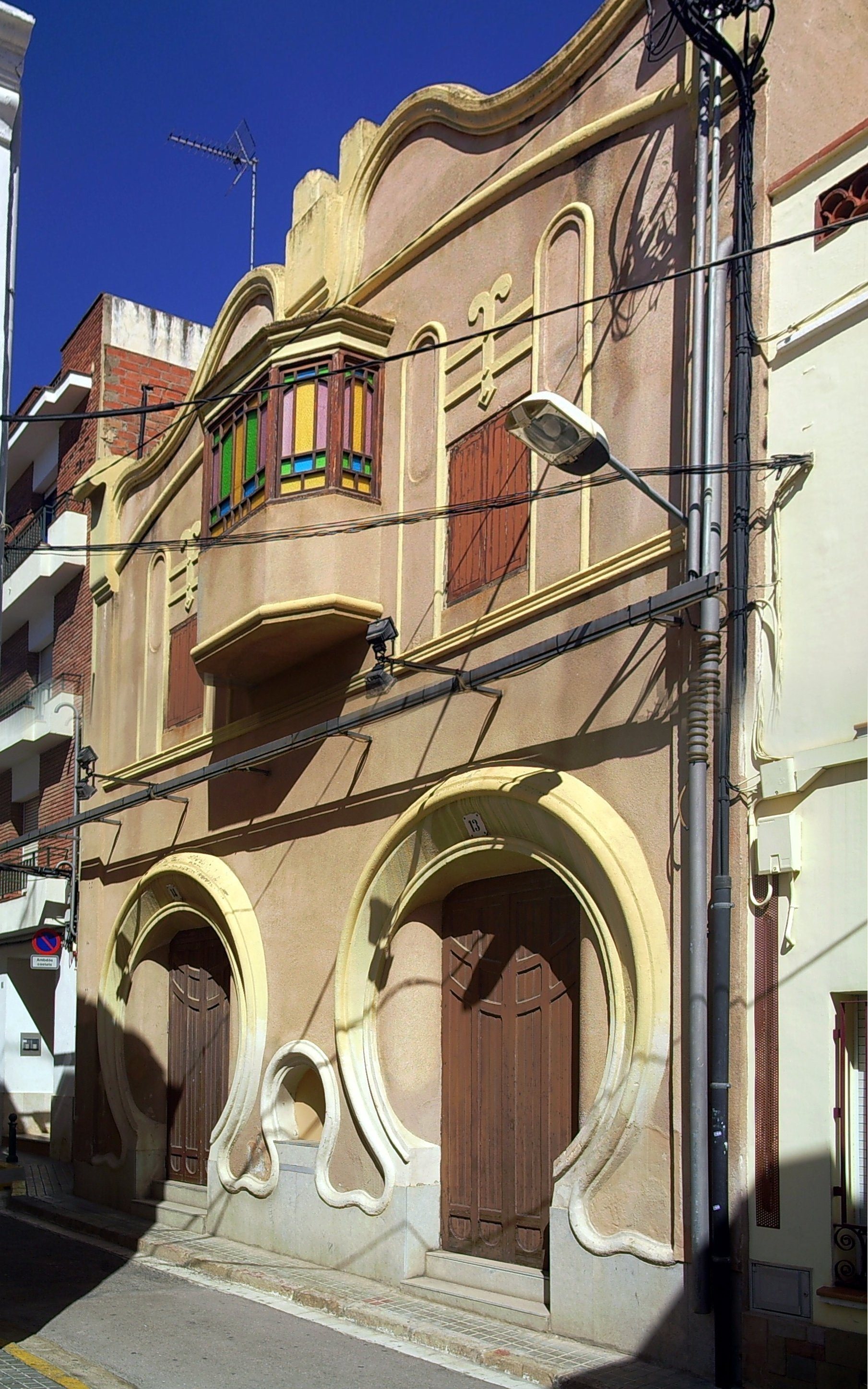
Premià de Mar

Maresme (spanyolul: El Maresme) járás (comarca) Katalóniában, Barcelona tartományban. Maresme Selva, Vallès Oriental és Barcelonès comarcákkal határos.

## Települések
A második oszlopban látható szám a népességet mutatja. Az adatok 2007 szerintiek.
| Település                 | Népesség (2007) |
| ------------------------- | --------------- |
| Alella                    | 8 998           |
| Arenys de Mar             | 14 164          |
| Arenys de Munt            | 7 807           |
| Argentona                 | 11 402          |
| Cabrera de Mar            | 4 269           |
| Cabrils                   | 6 698           |
| Caldes d'Estrac           | 2 672           |
| Calella                   | 18 034          |
| Canet de Mar              | 13 181          |
| Dosrius                   | 4 658           |
| Malgrat de Mar            | 17 822          |
| El Masnou                 | 21 935          |
| Mataró                    | 119 035         |
| Montgat                   | 9 778           |
| Òrrius                    | 487             |
| Palafolls                 | 8 061           |
| Pineda de Mar             | 25 568          |
| Premià de Dalt            | 9 788           |
| Premià de Mar             | 27 590          |
| Sant Andreu de Llavaneres | 9 745           |
| Sant Cebrià de Vallalta   | 3 075           |
| Sant Iscle de Vallalta    | 1 193           |
| Sant Pol de Mar           | 4 904           |
| Sant Vicenç de Montalt    | 5 267           |
| Santa Susanna             | 3 019           |
| Teià                      | 5 969           |
| Tiana                     | 7 417           |
| Tordera                   | 14 017          |
| Vilassar de Dalt          | 8 476           |
| Vilassar de Mar           | 19 052          |